# Villa Cajanus

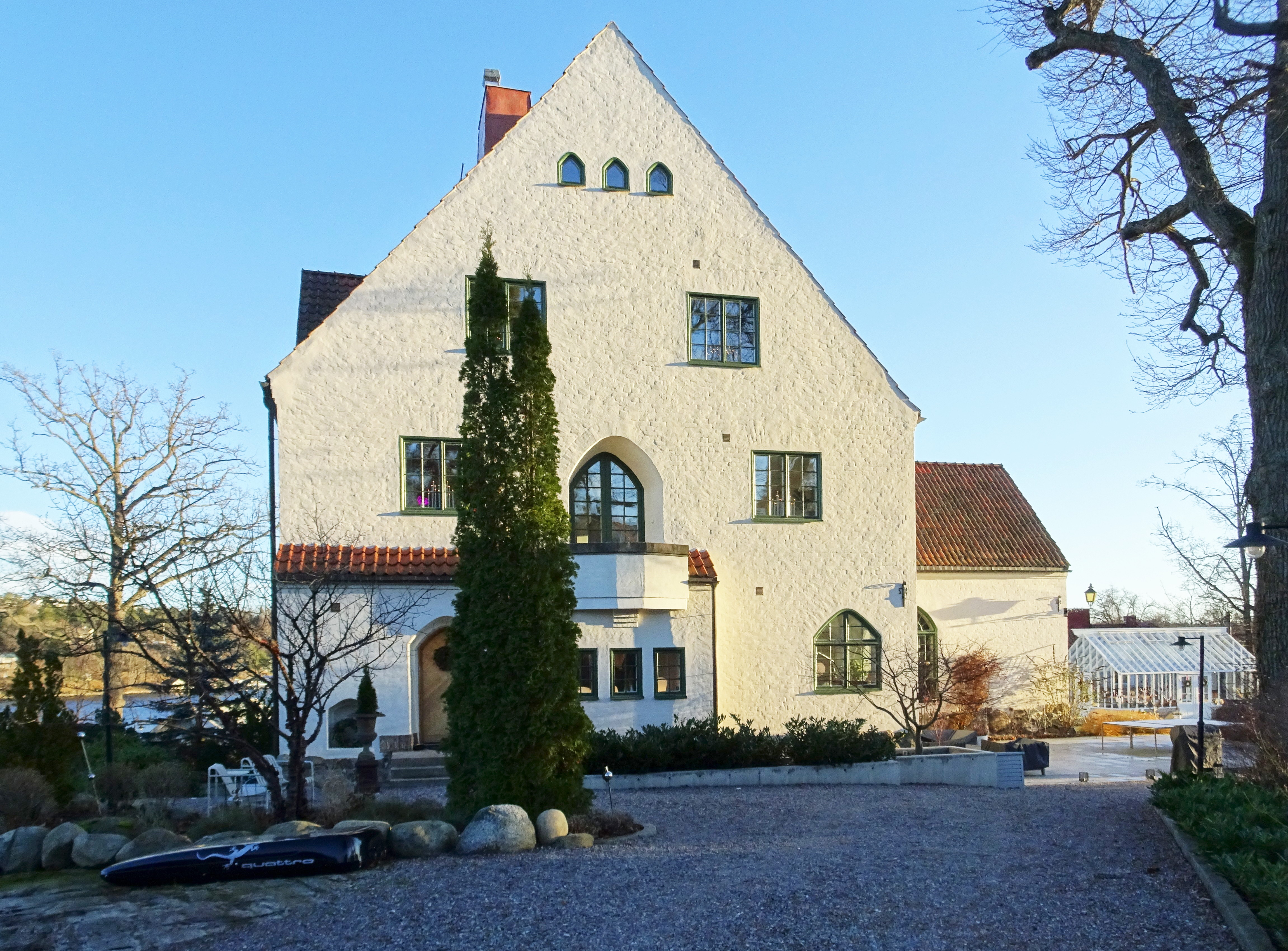
Villa Cajanus, entrésida december 2021.

Villa Cajanus är en kulturhistoriskt värdefull byggnad vid Kristinavägen 44 i Saltsjö-Duvnäs, Nacka kommun. Huset uppfördes 1914–1915 efter ritningar av arkitekt Carl Kempendahl som privatbostad för den finske diplomaten Werner Cajanus. Mellan 1941 och 1964 ägdes huset av operasångaren Set Svanholm.

## Byggnadsbeskrivning

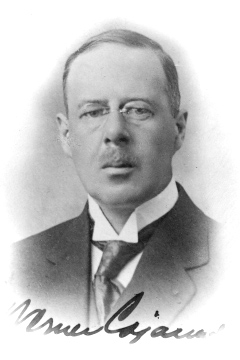
Byggherren Cajanus.

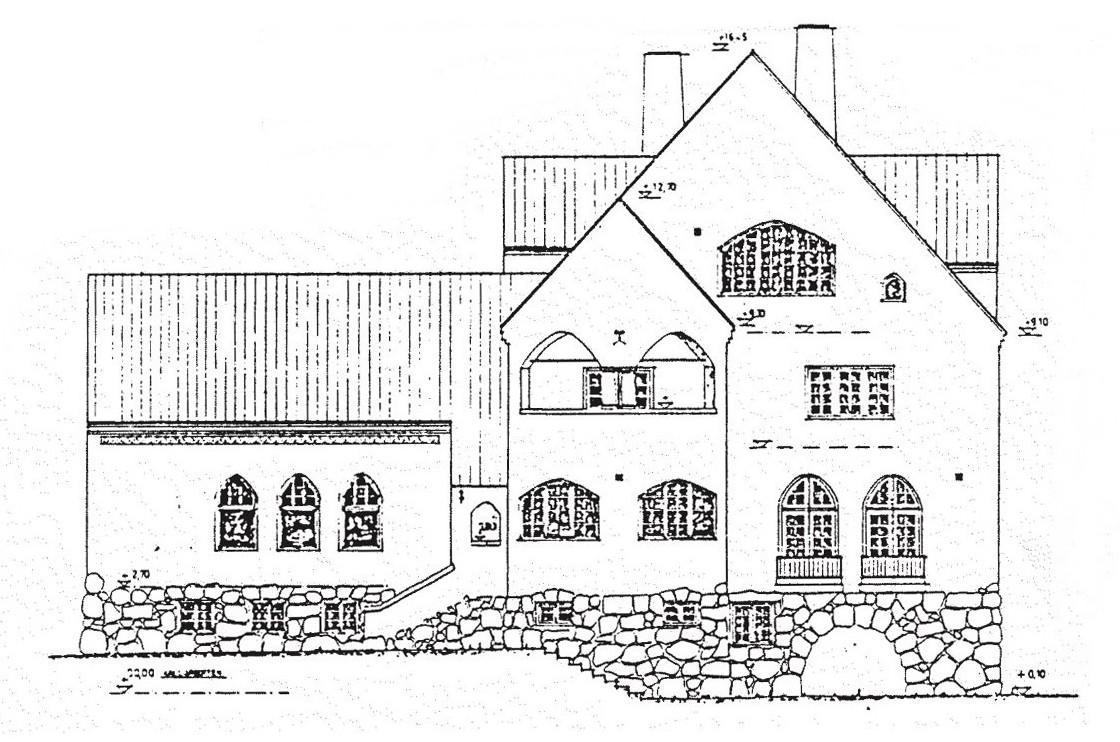
Carl Kempendahls fasadritning
(fasad mot öster).

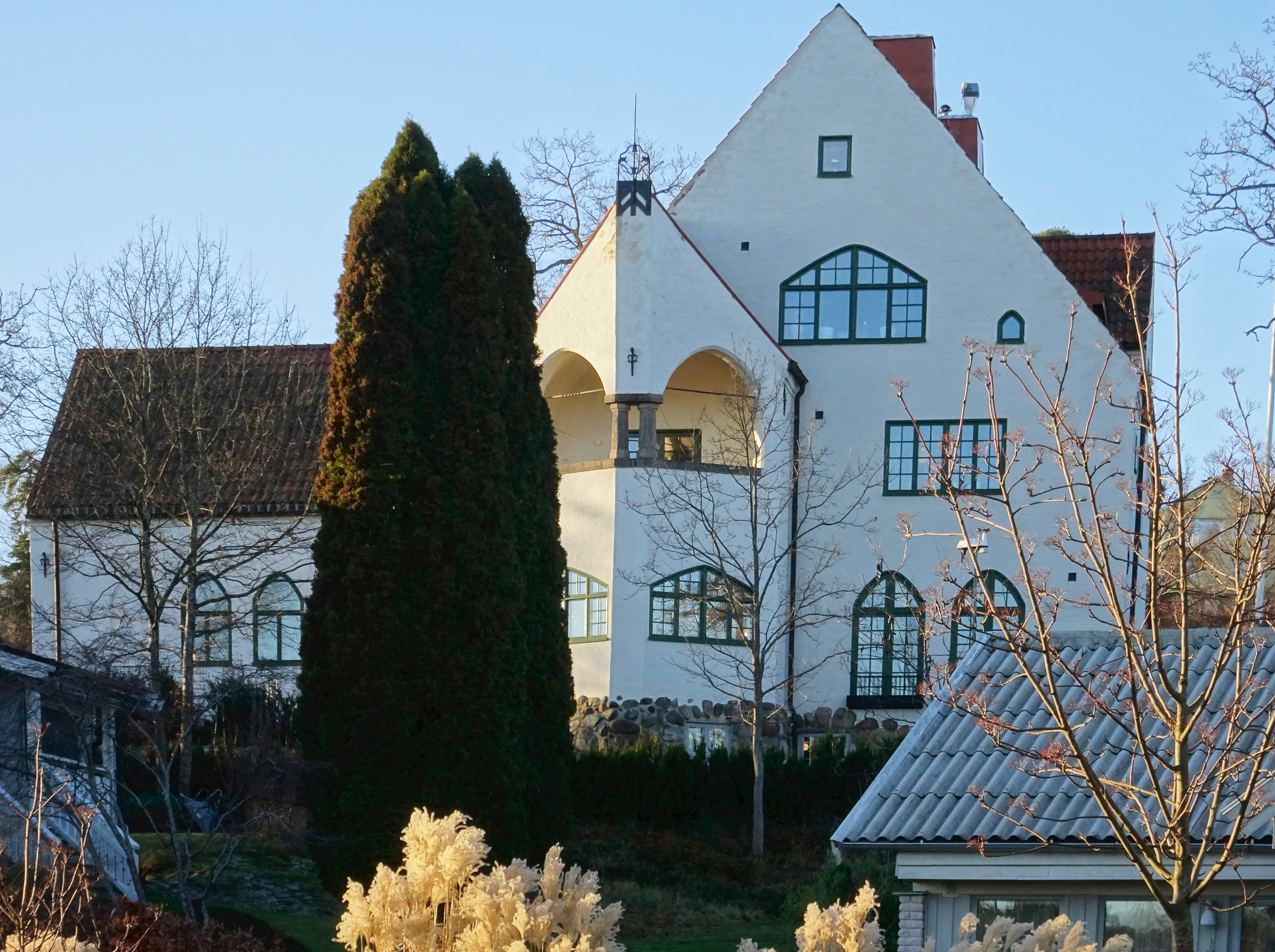
Fasad mot öster i december 2021.

På en höjd och med vidsträckt vy över Skurusundet uppfördes denna mäktiga stenvilla i det nybildade villasamhället Saltsjö-Duvnäs.  Carl Kempendahl, som tidigt knöts till AB Saltsjö-Dufnäs Villatomter och även fungerade som deras rådgivare och byggnadschef blev husets arkitekt och ritade det 1912 tillsammans med byggherren Werner Cajanus. Villan är ett av de få tunga stenhus som uppfördes i Saltsjö-Duvnäs vid denna tid, för övrigt dominerar trähus i jugend och nationalromantisk stil. 
Med sina mäktiga slammade tegelfasader, sina godtyckligt placerade ankarslut och sina portvalv och gotiserande fönsterformer ger byggnaden ett nästan medeltida intryck med drag av riddarborg och kyrka. Exteriören i pånyttfödd vasastil påminner om Elis Benckerts Villa Lagercrantz i Djursholm och Carl Westmans Rådhus i Stockholm från ungefär samma tid. För Saltsjö-Duvnäs är byggnaden mycket ovanlig.
Anläggningen består av två huvudvolymer som är ställda i vinkel. Den högre i norr har två våningar samt ytterligare två våningar inrymda i den höga vinden. Den lägre byggnadsdelen består av en våning och innehåller bland annat villans magnifika sal vars mörkbruna trätak räcker ända upp i taknocken. Rummets fönsternischer är dekorerade med slingor i guld, rött och blått av Isaac Grünewald. 
Mot sjösidan utspringer ett burspråk i två våningar vars övre våning består av en öppen loggia med två stora bågformade öppningar, vilka i mitten vilar på två kraftiga kolonner i huggen granit. Huvudvolymens västra gavel är samtidigt entrésidan från Kristinavägen. På mellanvåningen ligger en liten balkong med indragen valvöppning. Västsidan saknade ursprungligen sina fyra stora, nästan kvadratiska fönster, de tillkom vid en ombyggnad på 1950-talet.
Mot norr dominerar en fronton som höjer sig över takfoten. Här märks oregelbundet placerade fönster av olika form och storlek. Den medeltida karaktären understryks även genom att fönstersnickerierna placerades i liv med fasaden. Taken på de olika huskropparna är enkla röda tegeltäckta sadeltak, vilka saknar utskjutande taksprång. Dörr- och fönstersnickerier är färgsatta i grågrön kulör (tidigare var de bruna). 

### Boenden
Enligt Stockholms adresskalender var husets byggherre, Werner Cajanus (med uppgiven titel Hovrättsråd), respektive hans familj bosatt här fram till 1923. Han själv avled redan 1919, blott 41 år gammal.
Villan beboddes efter 1941 av operasångaren Set Svanholm med familj. I husets stora sal hölls musikaliska aftnar och familjen påverkade ortens musikliv kraftigt. Svanholm avled i oktober 1964 sitt hem i Saltsjö-Duvnäs. Allt som familjen kunnat undvara, har efter hans död av hustru Ninni Svanholm donerats till Västerås stad.
Byggnaden med sina 15 rum fördelade på 470 m² är både in- som exteriört fortfarande väl bevarad. Fastigheten såldes i juli 2015 för 25 miljoner kronor.

### Bilder

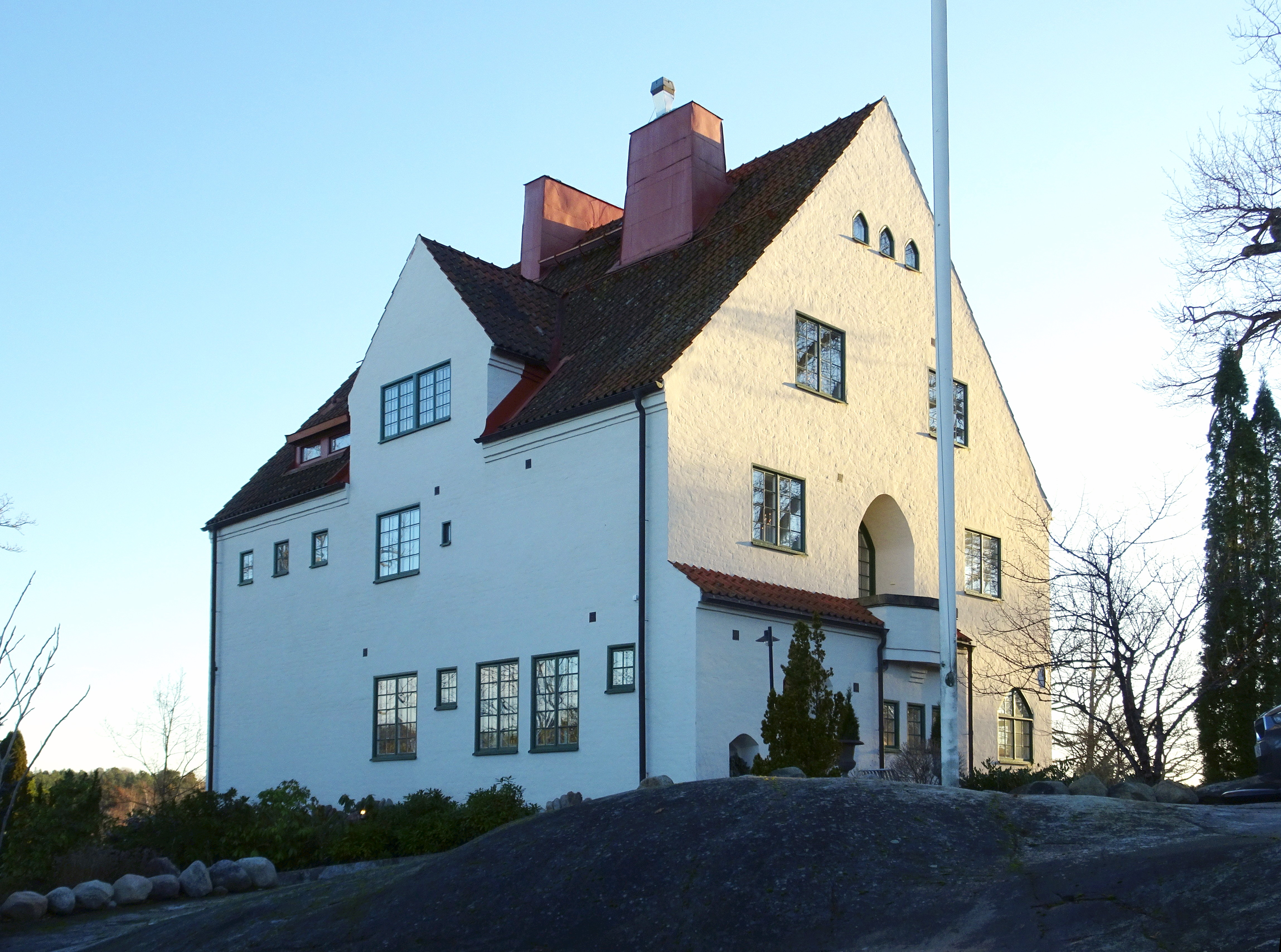
Fasader mot norr och väster.
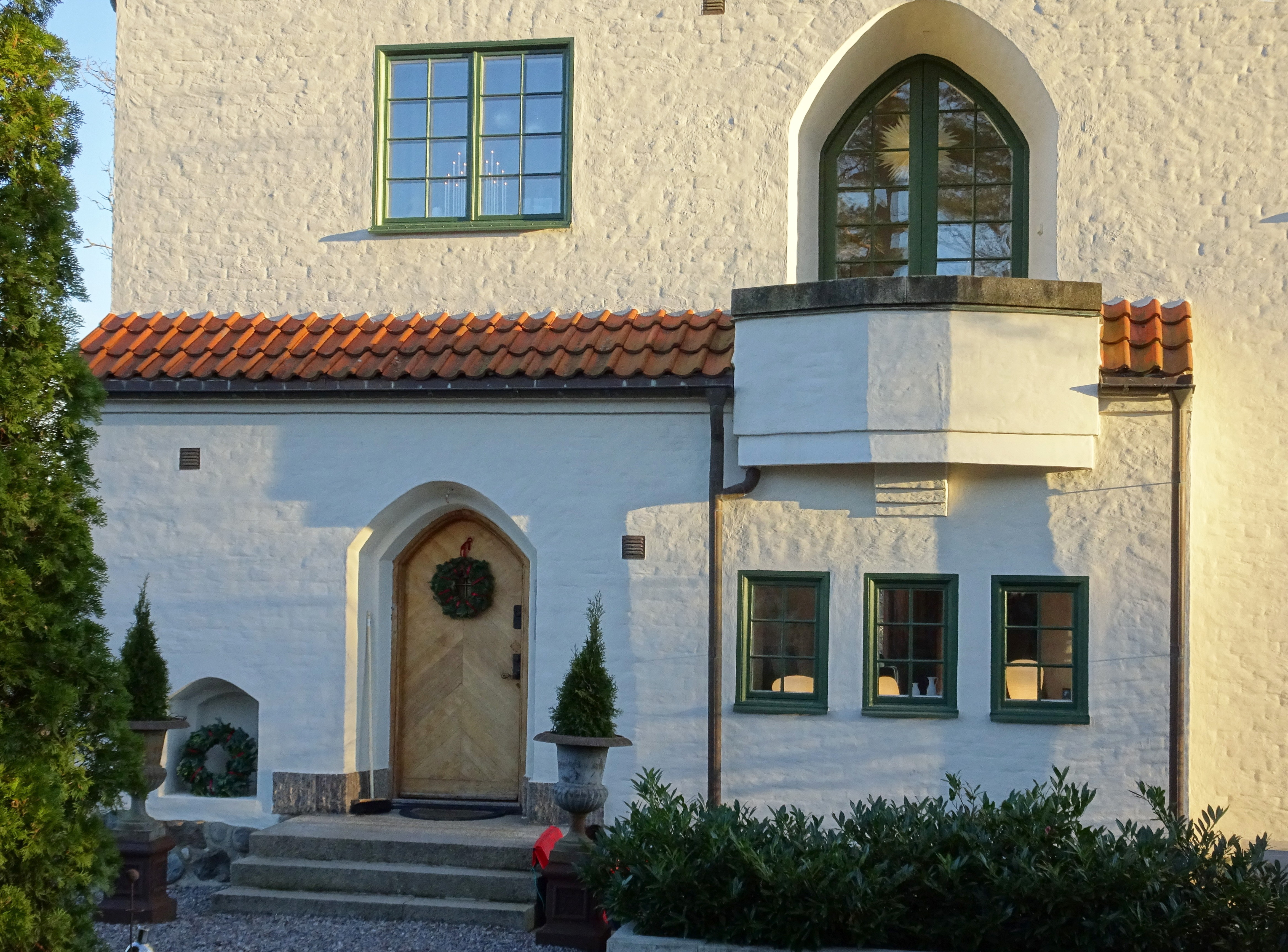
Fasad mot väster med entrén.
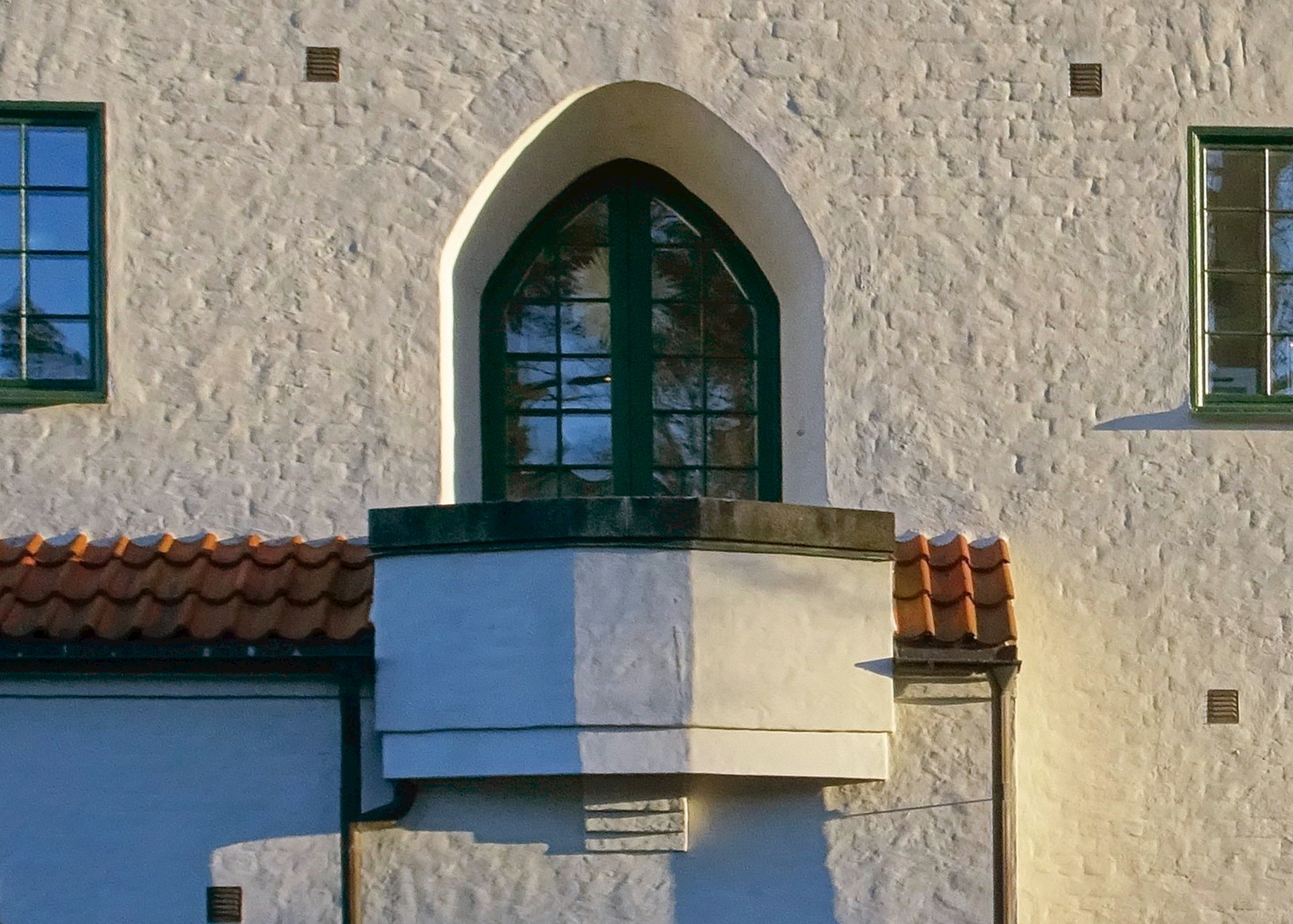
Balkongen mot väster.
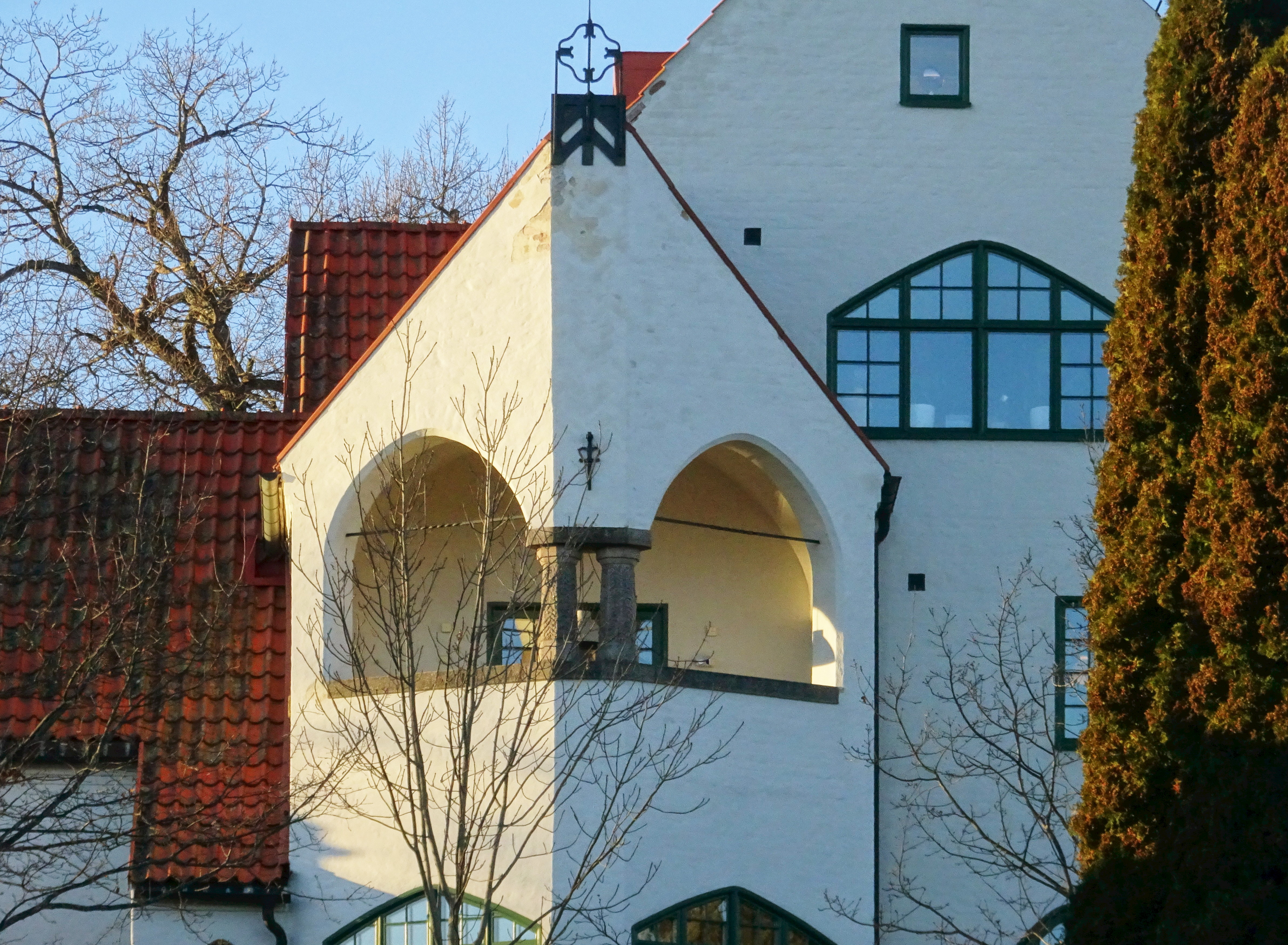
Burspråk mot norr med utsiktsloggian.